# Kam-Air-Flug 904
Der Kam-Air-Flug 904 (Flugnummer IATA: RQ904, ICAO: KMF, Funkrufzeichen: KAMGAR 904) war ein innerafghanischer Linienflug der Kam Air, betrieben durch die kirgisische Phoenix Air, von Herat nach Kabul. Am 3. Februar 2005 wurde der Flug mit einer Boeing 737-200 Adv. durchgeführt, die gegen einen Berg im Pamir-Gebirge geflogen wurde, wobei alle 105 Insassen starben. Es handelt sich um den schwersten Flugunfall in Afghanistan.

## Maschine

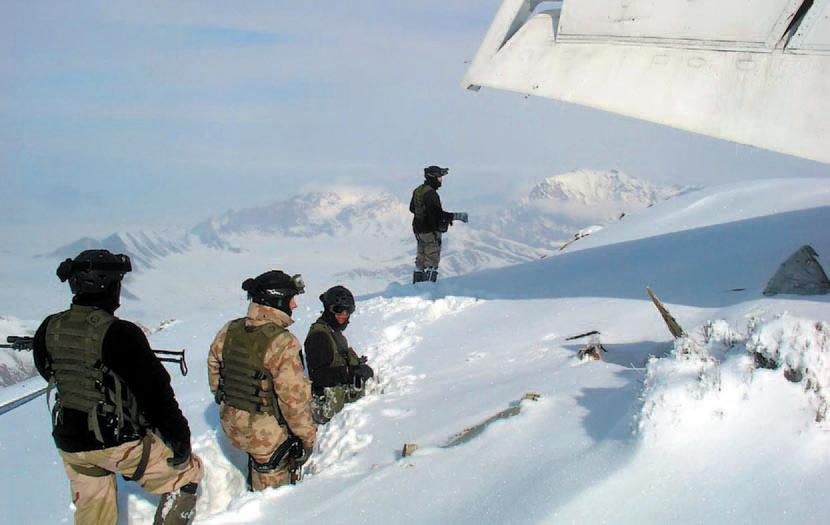
Suchtrupps beim Wrack der Maschine, rechts im Bild das Leitwerk der Boeing 737

Bei dem verunglückten Flugzeug handelte es sich um eine Boeing 737-242 Adv., die zum Zeitpunkt des Unfalls 25 Jahre und einen Monat alt war. Die Maschine wurde im Werk von Boeing in Renton, Washington montiert und absolvierte am 4. Januar 1980 ihren Erstflug, ehe sie am 31. Januar 1980 mit dem Luftfahrzeugkennzeichen C-GNDR neu an die Nordair ausgeliefert wurde, bei der sie die Flottennummer 707 und den Taufnamen Terry Fox erhielt. Das Flugzeug trug die Werknummer 22075 und die Modellseriennummer 630. Die Maschine wurde am 13. Januar 1981 an die US-amerikanische Wien Air Alaska verleast, bei der sie das Kennzeichen N8536Z erhielt. Am 25. April 1981 kehrte die Maschine zu ihrer Leasinggeberin zurück und erhielt in diesem Zuge ihr kanadisches Luftfahrzeugkennzeichen zurück. Ab dem 2. Januar 1987 war die Maschine mit dem Kennzeichen C-GNDR auf die Canadian Pacific Air Lines zugelassen. Sie erhielt in diesem Zusammenhang die Flottennummer 707 und den Taufnamen Empress of Florida. Durch Unternehmensfusionen ging die Maschine in die Flotte der neu gegründeten Canadian Airlines über und behielt dabei ihr Kennzeichen, ihren Taufnamen und ihre Flottennummer. Im Dezember 1990 wurde die Maschine an die Flugzeugleasinggesellschaft ILFC veräußert, die die Maschine umgehend an Canadian Airlines rückverleaste. Ab dem 25. Juli 1991 war die Maschine an die TACA International Airlines aus El Salvador verleast, wobei sie auf das US-amerikanische Luftfahrzeugkennzeichen N238TA umgemeldet wurde. Ab dem 1. Dezember wurde die Maschine durch die Fluggesellschaft an die guatemaltekische Aviateca unterverleast, ehe sie zum 8. April 1992 zur TACA zurückkehrte. Bis Juni 1995 leaste die Fluggesellschaft die Maschine von der ILFC, ab Juni 1995 war die CIT Group, die die Maschine zu diesem Zeitpunkt erwarb, die neue Leasinggeberin. Ab dem 7. Dezember 1992 wurde die Maschine an die LACSA aus Costa Rica (eine Tochtergesellschaft der TACA) unterverleast, die diese ihrerseits zum 20. August 1993 an die Ecuatoriana de Aviación weiterverleaste. Im September 1993 kehrte die Maschine in die Flotte der LACSA zurück. Ab Januar 2003 wurde die Maschine durch die TACA an Aserca Airlines verleast, ehe sie im Oktober 2003 außer Betrieb genommen und auf dem Flughafen San Salvador eingelagert wurde. Die Maschine wurde schließlich an die Flugzeugleasinggesellschaft Nordic Aviation Capital verkauft, die die Maschine ab dem 26. August 2004 an die kirgisische Phoenix Air verleaste. Diese verleaste die Maschine ihrerseits ab dem 26. Oktober 2004 an die afghanische Kam Air.  Das zweistrahlige Schmalrumpfflugzeug war mit zwei Triebwerken des Typs Pratt & Whitney JT8D-9A(HK3) ausgestattet. Bis zum Zeitpunkt des Unfalls hatte die Maschine eine Gesamtbetriebsleistung von 51.363 Betriebsstunden absolviert, auf die 42.055 Starts und Landungen entfielen.

## Insassen
Den inländischen Linienflug von Herat nach Kabul hatten 97 Passagiere angetreten. Es befand sich eine achtköpfige Besatzung an Bord.

## Unfallhergang

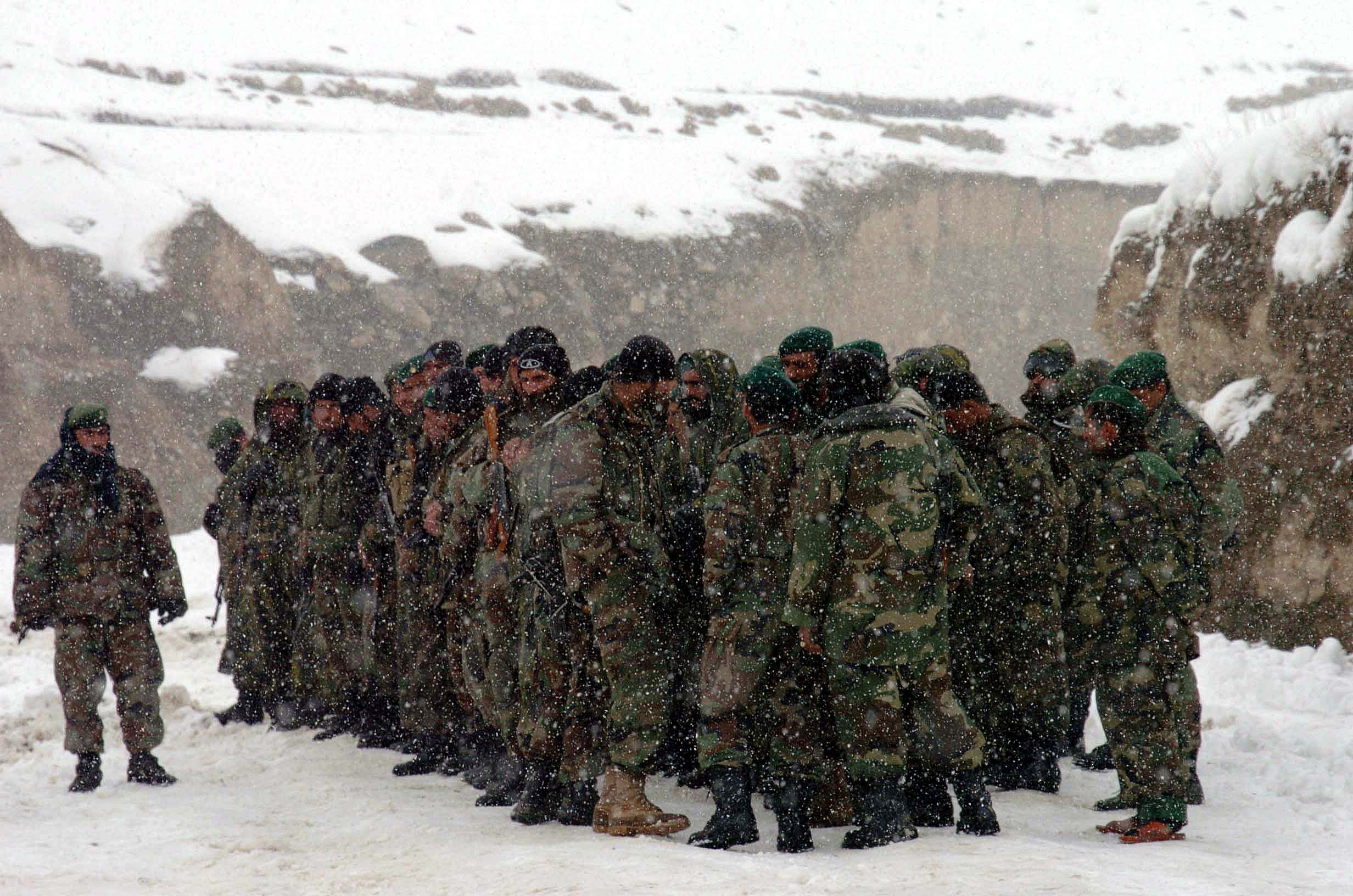
Eine Einheit der Afghanischen Nationalarmee während der Bergungsoperation im Februar 2005

Die Maschine hob um 14:32 Uhr Ortszeit (10:02 Uhr UTC) in Herat ab und sollte planmäßig um 15:25 Uhr Ortszeit (10:55 Uhr UTC) in Kabul landen. Als sich die Maschine in ihrer Reiseflughöhe von 27.000 Fuß und 35 Meilen westlich des Drehfunkfeuers von Kabul befand, nahmen die Piloten Kontakt mit der Anflugkontrolle auf der Bagram Air Base auf, um sich von dieser Instruktionen für den Anflug und die Landung einzuholen. Um 15:13 Uhr Ortszeit (10:43 UTC) erteilte die Flugsicherung in Bagram der Maschine die Freigabe, nach eigenem Ermessen zu sinken und sich auf einen VOR-Anflug auf Landebahn 29 einzustellen. Das vorherrschende Wetter wurde auch an das Flugzeug weitergegeben. Die Sichtweite beträgt 2 Kilometer bei Schnee, die Wolkendecke war bis 2.200 Fuß durchbrochen. Es herrschte Windstille und der Lotse gab als barometrischen Wert für die Höhenmessereinstellung QNH 1016 an. Die Piloten leiteten dann einen VOR/DME gestützten Sinkflug ein. Um 15:18 Uhr Ortszeit (10:48 UTC) meldeten die Piloten eine Flughöhe von 13.000 Fuß, beendeten daraufhin jedoch nicht wie vorgesehen den Sinkflug in dieser Höhe. Die Boeing konnte wegen eines Schneesturmes, welcher der schwerste seit fünf Jahren in Afghanistan war, nicht wie geplant in Kabul landen und der Funkkontakt brach ab. Die Boeing kollidierte rund 30 Kilometer östlich mit einem Berg im Pamir-Gebirge und wurde erst zwei Tage später gefunden. Alle 105 Insassen waren bei dem Unfall ums Leben gekommen.
Nach dem Unfall behinderte der Schneesturm die Suche nach dem Wrack der Maschine. Erst etwa drei Tage nach dem Unfall wurde dieses durch einen Suchhelikopter der ISAF gefunden. Um die Bergung des Wracks überhaupt zu ermöglichen, mussten im Absturzgebiet Landminen geräumt werden. Der Flugdatenschreiber konnte von den Suchtrupps geborgen werden, bei seiner Auswertung stellte sich jedoch heraus, dass dieser aufgrund eines bestehenden Defekts keine Daten aufgenommen hatte. Der Cockpit Voice Recorder konnte im Rahmen der sehr schwierigen Bergungsaktion in unwegsamem Gelände nicht aufgefunden werden. Mindestens ein Unfallermittler kam bei den Bergungsarbeiten ums Leben.

## Reaktionen
Der Anführer der Taliban, Mullah Dadullah, erklärte, dass seine Guerillakämpfer die Maschine nicht abgeschossen hatten und drückte sein Bedauern über den Flugunfall aus.

## Ursache
Als Unfallursache konnten die Ermittler das vorzeitige Sinken der Maschine unter die vorgesehene Flughöhe von 13.000 Fuß feststellen, das unter Wetterbedingungen erfolgte, die sich unterhalb der erforderlichen Minima für Sichtflüge befanden. Aufgrund fehlender Beweise in Form eines Flugdatenschreibers oder Stimmenrekorders konnte die Ursache hierfür nicht ermittelt werden.